# Temporada 1995-96 de los Indiana Pacers
La temporada 1995-96 fue la vigésima de los Indiana Pacers en la NBA, tras la fusión de la liga con la ABA, donde había jugado nueve temporadas más. La temporada regular acabó con 52 victorias y 30 derrotas, ocupando el tercer puesto de la conferencia Este, clasificándose para los playoffs en los que cayeron en primera ronda ante Atlanta Hawks.

## Elecciones en elDraft
| Ronda | Puesto | Jugador      | Posición | Nacionalidad   | Universidad  |
| ----- | ------ | ------------ | -------- | -------------- | ------------ |
| 1     | 23     | Travis Best  | Base     | Estados Unidos | Georgia Tech |
| 2     | 52     | Fred Hoiberg | Escolta  | Estados Unidos | Iowa State   |

## Temporada regular
| División Central      | División Central | División Central | División Central | División Central | División Central | División Central | División Central | División Central |
| Equipo                | G                | P                | %                | PD               | Casa             | Fuera            | Div              |                  |
| --------------------- | ---------------- | ---------------- | ---------------- | ---------------- | ---------------- | ---------------- | ---------------- | ---------------- |
| y-Chicago Bulls       | 72               | 10               | .878             | –                | 39–2             | 33–8             | 24–4             |                  |
| x-Indiana Pacers      | 52               | 30               | .634             | 20.0             | 32–9             | 20–21            | 19–9             |                  |
| x-Cleveland Cavaliers | 47               | 35               | .573             | 25.0             | 26–15            | 21–20            | 13–15            |                  |
| x-Atlanta Hawks       | 46               | 36               | .561             | 26.0             | 26–15            | 20–21            | 15–13            |                  |
| x-Detroit Pistons     | 46               | 36               | .561             | 26.0             | 30–11            | 16–25            | 15–13            |                  |
| Charlotte Hornets     | 41               | 41               | .500             | 31.0             | 25–16            | 16–25            | 13–15            |                  |
| Milwaukee Bucks       | 25               | 57               | .305             | 47.0             | 14–27            | 11–30            | 8–20             |                  |
| Toronto Raptors       | 21               | 61               | .256             | 51.0             | 15–26            | 6–35             | 5–23             |                  |

## Playoffs

### Primera ronda
Indiana Pacers vs. Atlanta Hawks
| Fecha       | Partido                              | Ciudad  |
| ----------- | ------------------------------------ | ------- |
| 25 de abril | Indiana Pacers 80, Atlanta Hawks 92  | Indiana |
| 27 de abril | Indiana Pacers 102, Atlanta Hawks 94 | Indiana |
| 29 de abril | Atlanta Hawks 90, Indiana Pacers 83  | Atlanta |
| 2 de mayo   | Atlanta Hawks 75, Indiana Pacers 83  | Atlanta |
| 5 de mayo   | Indiana Pacers 87, Atlanta Hawks 89  | Indiana |
|             | Atlanta Hawks gana las series 3-2    |         |

## Estadísticas

### Temporada regular
| Rk | Jugador           | Edad | P  | PT | MP   | TC  | TCI  | %TC  | T3  | T3I | %T3  | TL  | TLI | %TL  | RO  | RD  | RT  | AS  | RB  | TAP | BP  | FP  | PTS  |
| -- | ----------------- | ---- | -- | -- | ---- | --- | ---- | ---- | --- | --- | ---- | --- | --- | ---- | --- | --- | --- | --- | --- | --- | --- | --- | ---- |
| 1  | Reggie Miller     | 30   | 76 | 76 | 34.5 | 6.6 | 14.0 | .473 | 2.2 | 5.4 | .410 | 5.7 | 6.6 | .863 | 0.5 | 2.3 | 2.8 | 3.3 | 1.0 | 0.2 | 2.5 | 2.3 | 21.1 |
| 2  | Dale Davis        | 26   | 78 | 77 | 33.6 | 4.3 | 7.7  | .558 | 0.0 | 0.0 |      | 1.7 | 3.7 | .467 | 3.2 | 5.9 | 9.1 | 1.0 | 0.7 | 1.4 | 1.5 | 3.1 | 10.3 |
| 3  | Mark Jackson      | 30   | 81 | 81 | 32.6 | 3.7 | 7.7  | .473 | 0.8 | 1.8 | .430 | 1.9 | 2.4 | .785 | 0.8 | 3.0 | 3.8 | 7.8 | 1.2 | 0.1 | 2.5 | 1.9 | 10.0 |
| 4  | Derrick McKey     | 29   | 75 | 75 | 32.5 | 4.6 | 9.5  | .486 | 0.2 | 0.9 | .250 | 2.3 | 2.9 | .769 | 1.6 | 3.2 | 4.8 | 3.5 | 1.1 | 0.6 | 1.9 | 3.3 | 11.7 |
| 5  | Rik Smits         | 29   | 63 | 63 | 30.2 | 7.4 | 14.2 | .521 | 0.0 | 0.1 | .200 | 3.7 | 4.7 | .788 | 1.9 | 5.0 | 6.9 | 1.7 | 0.3 | 0.7 | 2.5 | 3.6 | 18.5 |
| 6  | Antonio Davis     | 27   | 82 | 14 | 25.5 | 2.9 | 5.9  | .490 | 0.0 | 0.0 | .500 | 3.0 | 4.2 | .713 | 2.3 | 3.8 | 6.1 | 0.5 | 0.4 | 0.8 | 1.1 | 3.0 | 8.8  |
| 7  | Ricky Pierce      | 36   | 76 | 2  | 18.5 | 3.5 | 7.8  | .447 | 0.5 | 1.4 | .337 | 2.3 | 2.7 | .849 | 0.5 | 1.3 | 1.8 | 1.3 | 0.8 | 0.1 | 1.2 | 2.5 | 9.7  |
| 8  | Eddie Johnson     | 36   | 62 | 1  | 16.2 | 2.9 | 7.0  | .413 | 0.7 | 2.1 | .352 | 1.1 | 1.3 | .886 | 0.7 | 1.7 | 2.5 | 1.1 | 0.3 | 0.1 | 0.9 | 1.7 | 7.7  |
| 9  | Haywoode Workman  | 30   | 77 | 4  | 15.1 | 1.3 | 3.4  | .390 | 0.3 | 0.9 | .324 | 0.7 | 0.9 | .740 | 0.4 | 1.3 | 1.6 | 2.8 | 0.8 | 0.1 | 1.2 | 2.0 | 3.6  |
| 10 | Duane Ferrell     | 30   | 54 | 6  | 10.9 | 1.5 | 3.1  | .482 | 0.0 | 0.1 | .000 | 0.8 | 1.1 | .737 | 0.6 | 1.1 | 1.7 | 0.6 | 0.4 | 0.1 | 0.6 | 1.5 | 3.7  |
| 11 | Travis Best       | 23   | 59 | 1  | 9.7  | 1.2 | 2.8  | .423 | 0.1 | 0.4 | .320 | 1.3 | 1.5 | .833 | 0.2 | 0.6 | 0.7 | 1.6 | 0.3 | 0.1 | 1.1 | 1.4 | 3.7  |
| 12 | Dwayne Schintzius | 27   | 33 | 8  | 9.0  | 1.5 | 3.3  | .445 | 0.0 | 0.0 |      | 0.4 | 0.6 | .619 | 0.7 | 1.7 | 2.4 | 0.4 | 0.3 | 0.4 | 0.6 | 1.6 | 3.4  |
| 13 | Adrian Caldwell   | 29   | 51 | 1  | 6.4  | 0.9 | 1.6  | .554 | 0.0 | 0.0 |      | 0.4 | 0.7 | .500 | 0.8 | 1.3 | 2.2 | 0.1 | 0.2 | 0.1 | 0.7 | 1.4 | 2.2  |
| 14 | Fred Hoiberg      | 23   | 15 | 1  | 5.7  | 0.5 | 1.3  | .421 | 0.1 | 0.2 | .333 | 1.0 | 1.2 | .833 | 0.3 | 0.3 | 0.6 | 0.5 | 0.4 | 0.1 | 0.5 | 0.8 | 2.1  |

| Rk | Jugador          | Edad | P | PT | MP   | TC  | TCI  | %TC   | T3  | T3I | %T3  | TL   | TLI  | %TL   | RO  | RD  | RT   | AS  | RB  | TAP | BP  | FP  | PTS  |
| -- | ---------------- | ---- | - | -- | ---- | --- | ---- | ----- | --- | --- | ---- | ---- | ---- | ----- | --- | --- | ---- | --- | --- | --- | --- | --- | ---- |
| 1  | Mark Jackson     | 30   | 5 | 5  | 37.2 | 3.6 | 10.2 | .353  | 0.8 | 3.6 | .222 | 2.6  | 3.4  | .765  | 0.6 | 4.4 | 5.0  | 6.0 | 1.2 | 0.0 | 2.6 | 1.8 | 10.6 |
| 2  | Dale Davis       | 26   | 5 | 5  | 36.8 | 3.2 | 6.2  | .516  | 0.0 | 0.0 |      | 0.8  | 2.2  | .364  | 4.0 | 7.2 | 11.2 | 0.8 | 0.6 | 1.2 | 2.0 | 3.2 | 7.2  |
| 3  | Derrick McKey    | 29   | 5 | 5  | 36.0 | 4.8 | 11.4 | .421  | 1.0 | 2.4 | .417 | 2.2  | 2.6  | .846  | 1.6 | 5.0 | 6.6  | 2.0 | 1.4 | 0.2 | 2.8 | 4.0 | 12.8 |
| 4  | Rik Smits        | 29   | 5 | 5  | 33.2 | 8.4 | 15.4 | .545  | 0.0 | 0.0 |      | 2.2  | 2.8  | .786  | 2.6 | 4.8 | 7.4  | 1.6 | 0.4 | 0.4 | 2.8 | 4.0 | 19.0 |
| 5  | Reggie Miller    | 30   | 1 | 1  | 31.0 | 7.0 | 17.0 | .412  | 2.0 | 6.0 | .333 | 13.0 | 15.0 | .867  | 1.0 | 0.0 | 1.0  | 1.0 | 1.0 | 0.0 | 0.0 | 1.0 | 29.0 |
| 6  | Ricky Pierce     | 36   | 5 | 4  | 26.6 | 3.2 | 9.4  | .340  | 0.4 | 1.6 | .250 | 3.4  | 4.0  | .850  | 0.6 | 0.2 | 0.8  | 3.0 | 1.6 | 0.2 | 2.4 | 2.6 | 10.2 |
| 7  | Antonio Davis    | 27   | 5 | 0  | 25.4 | 2.6 | 5.0  | .520  | 0.0 | 0.0 |      | 2.6  | 3.0  | .867  | 2.4 | 3.8 | 6.2  | 0.6 | 0.6 | 1.2 | 2.0 | 2.4 | 7.8  |
| 8  | Travis Best      | 23   | 5 | 0  | 16.8 | 2.2 | 4.4  | .500  | 0.2 | 1.2 | .167 | 1.2  | 1.4  | .857  | 0.6 | 1.6 | 2.2  | 1.8 | 1.2 | 0.0 | 2.0 | 2.0 | 5.8  |
| 9  | Duane Ferrell    | 30   | 5 | 0  | 13.8 | 1.4 | 3.8  | .368  | 0.0 | 0.0 |      | 0.8  | 1.6  | .500  | 1.2 | 0.6 | 1.8  | 0.6 | 0.8 | 0.0 | 0.8 | 2.0 | 3.6  |
| 10 | Haywoode Workman | 30   | 5 | 0  | 10.6 | 1.4 | 3.2  | .438  | 0.6 | 1.0 | .600 | 0.4  | 0.4  | 1.000 | 0.2 | 0.4 | 0.6  | 0.4 | 0.4 | 0.0 | 0.4 | 1.0 | 3.8  |
| 11 | Eddie Johnson    | 36   | 1 | 0  | 9.0  | 0.0 | 5.0  | .000  | 0.0 | 2.0 | .000 | 0.0  | 0.0  |       | 0.0 | 0.0 | 0.0  | 1.0 | 0.0 | 0.0 | 0.0 | 0.0 | 0.0  |
| 12 | Adrian Caldwell  | 29   | 1 | 0  | 3.0  | 1.0 | 1.0  | 1.000 | 0.0 | 0.0 |      | 0.0  | 0.0  |       | 0.0 | 1.0 | 1.0  | 0.0 | 0.0 | 0.0 | 0.0 | 0.0 | 2.0  |

## Galardones y récords
| Jugador       | Galardón                               |
| Reggie Miller | 3.er Mejor quinteto de la NBA All-Star |
| Derrick McKey | 2.º Mejor quinteto defensivo de la NBA |